# مايكل كروجر
مايكل كروجر (بالألمانية: Michael Krüger) ـ (ولد في شارنبك في 28 مايو 1954) هو لاعب كرة قدم سابق ومدير فني ألماني. لعب لنادي هانوفر 96 (1972 ـ 1975)، ثم لنادي أرمينيا هانوفر (1975 ـ 1980) في دوري القسم الثاني الألماني لكرة القدم (بوندسليغا 2).

## فرق دربها أو شارك في تدريبها
- في ألمانيا: شالكه 04 وهانزا روستوك وآينتراخت براونشفايغ وساربروكن وألمانيا آخن.
- في مصر:
  - المقاولون العرب (1996 ـ 1997): وفاز معه بكأس الكؤوس الأفريقية
  - المصري (1998): وفاز معه بكأس مصر[2]
  - إنبي (2014 ـ 2015)
- في السودان:
  - نادي المريخ (ثلاث مرات): وفاز معه بعدة بطولات محلية
- في إثيوبيا:
  - نادي سانت جورج.[3][4]

## بطولات
- كأس الكؤوس الأفريقية (1996): مع نادي المقاولون العرب (مصر).
- كأس مصر (1996/1997): مع النادي المصري.
- الدوري السوداني الممتاز لكرة القدم (2008): مع نادي المريخ.
- كأس السودان (2008، 2010): مع نادي المريخ.

## وصلات خارجية
- مايكل كروجر على موقع قاعدة بيانات كرة القدم.إي يو (الإنجليزية)
- مايكل كروجر على موقع عالم كرة القدم.نت (الإنجليزية)

- الموقع الرسمي